# Pavetta renidens
Pavetta renidens là một loài thực vật có hoa trong họ Thiến thảo. Loài này được (K.Krause) Bremek. mô tả khoa học đầu tiên năm 1934.